# Open Hearts
Open Hearts (Elsker dig for evigt) è un film del 2002 diretto da Susanne Bier.